# Centro de gravedad

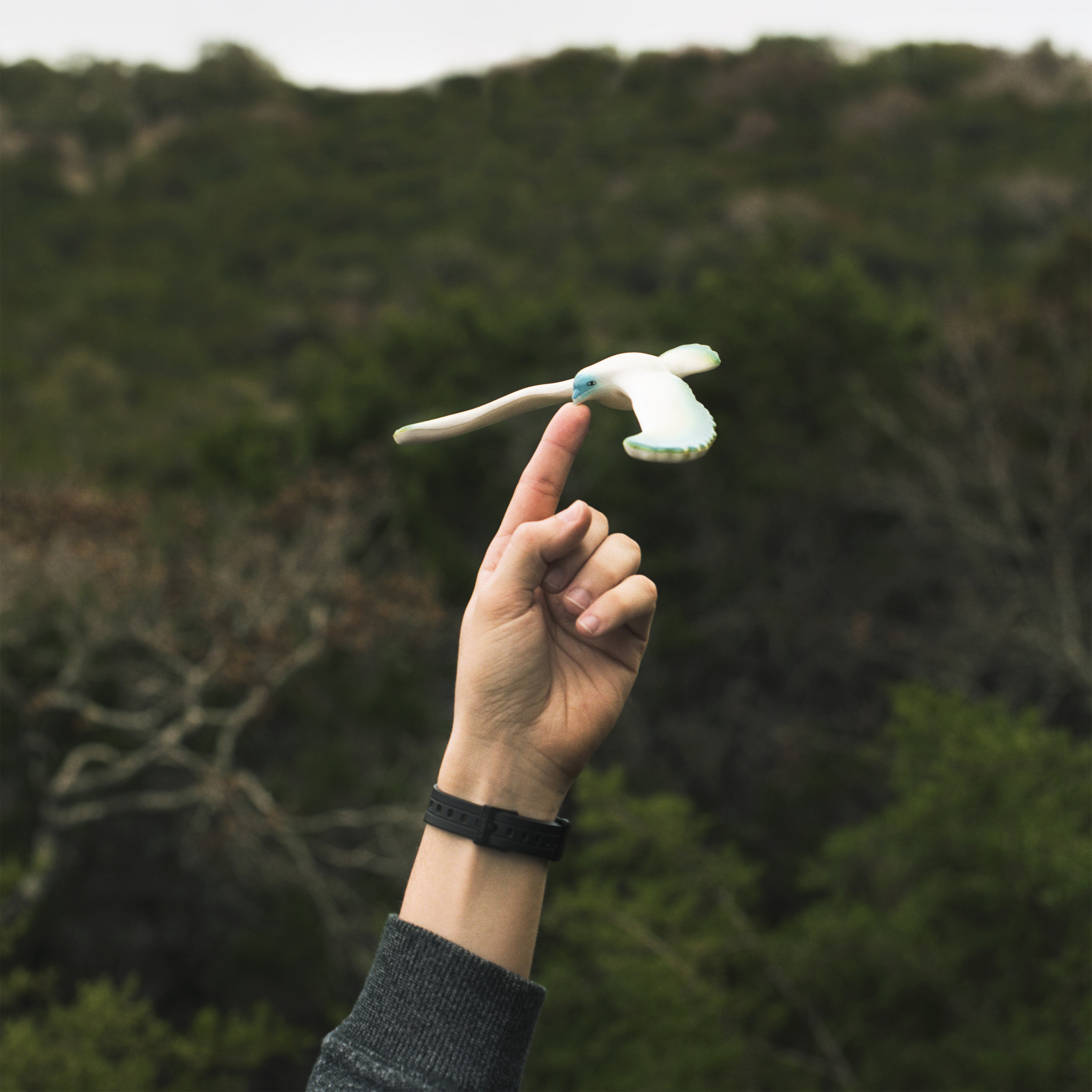
Un pájaro de juguete mostrando el centro de gravedad

El centro de gravedad (o baricentro) es el punto imaginario de aplicación de la resultante de toda la gravedad que actúa sobre las distintas porciones materiales de un cuerpo, de tal forma que el momento de fuerza respecto a cualquier punto de esta resultante aplicada en el centro de gravedad es el mismo que el producido por los pesos de todas las masas materiales que constituyen dicho cuerpo. En otras palabras, el centro de gravedad de un cuerpo es el punto respecto al cual las fuerzas de gravedad ejercidas sobre los diferentes puntos materiales que constituyen el cuerpo producen un momento resultante nulo.
El centro de gravedad de un cuerpo no corresponde necesariamente a un punto material del cuerpo. Así, el centro de gravedad de una esfera hueca está situado en el centro de la esfera, el cual no pertenece al cuerpo.
El centro de gravedad de un cuerpo depende de la forma del cuerpo y de cómo está distribuida su masa.

## Conceptos relacionados

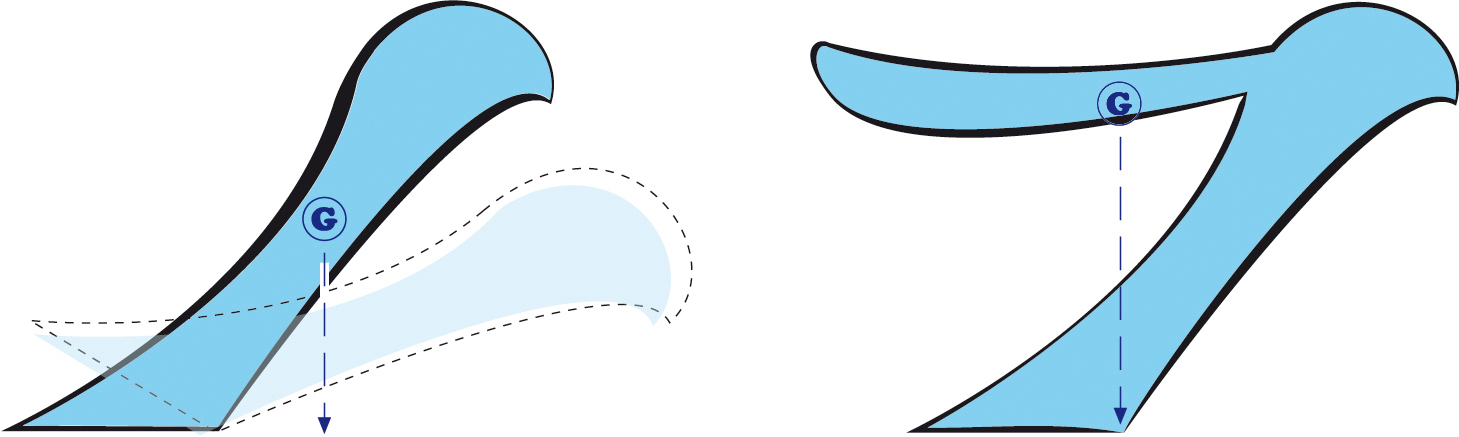
Centro de gravedad fuera o dentro de un cuerpo; cuando la vertical de gravedad no cae dentro de su base, el tal tenderá a caer.

En la física, además del centro de gravedad aparecen los conceptos de centro de masas y de centro geométrico o centroide que, aunque pueden coincidir con el centro de gravedad, son conceptualmente diferentes cuerpos.
El centroide es concepto puramente geométrico que depende de la forma del sistema; el centro de masas depende de la distribución de materia, mientras que el centro de gravedad depende también del campo gravitatorio.

### Centro de masas y centro de gravedad
El centro de masas coincide con el centro de gravedad cuando el cuerpo está en un campo gravitatorio uniforme. Es decir, cuando el campo gravitatorio es de magnitud y dirección constante en toda la extensión del cuerpo. A los efectos prácticos esta coincidencia se cumple con precisión aceptable para casi todos los cuerpos que están sobre la superficie terrestre, incluso para una locomotora o un gran edificio, puesto que la disminución de la intensidad gravitatoria es muy pequeña en toda la extensión de estos cuerpos.

### Centro geométrico y centro de masas
El centro geométrico de un cuerpo material coincide con el centro de masas si el objeto es homogéneo (densidad uniforme) o cuando la distribución de materia en el sistema tiene ciertas propiedades, tales como simetría.

## Propiedades del centro de gravedad
El resultante de todas las fuerzas gravitatorias que actúan sobre las partículas que constituyen un cuerpo puede reemplazarse por una fuerza única, {\displaystyle M\mathbf {g} }, esto es, el propio peso del cuerpo, aplicada en el centro de gravedad del cuerpo. Esto equivale a decir que los efectos de todas las fuerzas gravitatorias individuales (sobre las partículas) pueden contrarrestarse por una sola fuerza, {\displaystyle -M\mathbf {g} }, con tal de que sea aplicada en el centro de gravedad del cuerpo, como se indica en la figura.
Un objeto apoyado sobre una base plana estará en equilibrio estable si la vertical que pasa por el centro de gravedad corta a la base de apoyo. Lo expresamos diciendo que el c.g. se proyecta verticalmente (cae) dentro de la base de apoyo.
Además, si el cuerpo se aleja ligeramente de la posición de equilibrio, aparecerá un momento restaurador y recuperará la posición de equilibrio inicial. No obstante, si se aleja más de la posición de equilibrio, el centro de gravedad puede caer fuera de la base de apoyo y, en estas condiciones, no habrá un momento restaurador y el cuerpo abandona definitivamente la posición de equilibrio inicial mediante una rotación que le llevará a una nueva posición de equilibrio.

## Cálculo del centro de gravedad

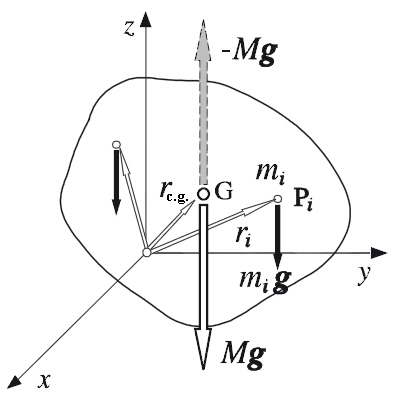
Centro de gravedad

El centro de gravedad de un cuerpo viene dado por el único vector que cumple que:

{\displaystyle M\mathbf {g} (\mathbf {r} _{\text{c.g.}})=\int _{V}\mathbf {g} (\mathbf {r} )\rho (\mathbf {r} )dV}
{\displaystyle \mathbf {r} _{\text{c.g.}}\times M\mathbf {g} (\mathbf {r} _{\text{c.g.}})=\int _{V}\mathbf {r} \times \mathbf {g} (\mathbf {r} )\rho (\mathbf {r} )dV}

donde M es la masa total del cuerpo y {\displaystyle \times } denota el producto vectorial.
- En un campo gravitatorio uniforme, es decir, uno en que el vector de campo gravitatorio {\displaystyle \mathbf {g} } es el mismo en todos los puntos, la definición anterior se reduce a la definición del centro de masas:

{\displaystyle \mathbf {r} _{\text{c.m.}}={\frac {1}{M}}\int _{V}\mathbf {r} \,\rho (\mathbf {r} )dV}

- En el campo gravitatorio creado por un cuerpo material cuya distancia al objeto considerado sea muy grande comparado con las dimensiones del cuerpo y del propio objeto, el centro de gravedad del objeto viene dado por:

{\displaystyle {\frac {{\hat {\mathbf {u} }}_{\text{c.g.}}}{r_{\text{c.g.}}^{2}}}=\int _{V}{\frac {{\hat {\mathbf {u} }}_{r}}{r^{2}}}\ dV}

Ejemplo. Dada una barra homogénea de longitud L, orientada hacia un planeta lejano, y cuyo centro de masas dista una distancia Dc.m.,del centro del planeta, el centro de gravedad de la barra está situado a una distancia del centro del planeta dado por:
{\displaystyle D_{\text{c.g.}}={\sqrt {D_{\text{c.m.}}^{2}-{\frac {L^{2}}{4}}}}\approx D_{\text{c.m.}}\left(1-{\frac {L^{2}}{8D_{\text{c.m.}}^{2}}}\right)}
La diferencia entre centro de masas y el centro de gravedad se debe en este caso a que el extremo de la barra más cercano al planeta es atraído gravitatoriamente con mayor intensidad que el extremo más alejado.